# Міністерство економіки та праці (Польща)
Міністерство економіки та праці. У Польщі скасовано урядовий офіс, який обслуговує міністра, відповідального за департаменти державного управління: економіка, робота, регіональний розвиток, туризм.
Міністерство утворено розпорядженням Ради Міністрів від 2 травня 2004 року (набуло чинності днем пізніше, вводиться в дію з 4 травня 2004 року.). Розпорядженням Ради міністрів від 31 жовтня 2005 року воно було скасовано, організаційні підрозділи включено до складу нового Міністерства економіки.

## Сфера діяльності міністра
Міністр економіки та праці керував такими департаментами державного управління:
- з 2 травня 2004 року по 31 жовтня 2005 року[3][4]
  - економіка
  - робота
  - регіональний розвиток
  - туризм.

## Департамент економіки
Відділ економіки на час ліквідації контори займався:
- функціонування національних енергосистем з урахуванням принципів раціональної економії та потреб енергетичної безпеки країни
- діяльність, пов'язана з використанням атомної енергії для соціально-економічних потреб країни
- контроль зовнішньої торгівлі товарами і технологіями у зв'язку з міжнародними договорами та зобов'язаннями
- встановлення тарифів, квот та запровадження заборони на імпорт та експорт товарів і технологій
- нагляд за наданням послуг, пов’язаних з електронним підписом, у розумінні положень про електронний підпис
- координація визнання кваліфікацій для початку або продовження діяльності та здійснення дій, спрямованих на забезпечення доступу до інформації про визнання цих кваліфікацій.

## Департамент праці
Відділ праці на час ліквідації канцелярії займався питаннями:
- зайнятість та протидія безробіттю
- трудові відносини та умови праці
- заробітна плата та виплати працівникам
- колективні трудові відносини та колективні спори
- профспілки та організації роботодавців.

## Департамент регіонального розвитку
Департамент регіонального розвитку розглядав справи на момент ліквідації посади:
- співпраця з організаціями, що об'єднують органи місцевого самоврядування у сфері соціально-економічного розвитку країни
- співпраця з органами місцевого самоврядування у сфері регіонального розвитку
- розроблення проектів національної стратегії регіонального розвитку
- розроблення проектів та впровадження програм підтримки, зазначених у Законі від 12 травня 2000 року про принципи підтримки регіонального розвитку (Закон. вісник № 48, п. 550, № 95, п. 1041 та № 109, п. 1158, від 2001 р. No45, п.п 497, № 100, п.п 1085, № 111, п.п 1197 та № 154, п.п 1800, з 2002р No25, п.п 253, № 66, пп 596 та № 230, п.п 1921 і 2003 роки No84, п.п 774)
- воєводські договори, укладені згідно з актом, згаданим у пункті 4
- моніторинг та оцінка прогресу виконання програм підтримки та воєводських контрактів, зазначених у пунктах 4 та 5, а також представлення аналізів, звітів та пропозицій Раді Міністрів щодо реалізації програм підтримки та воєводських контрактів
- координація програмування та використання структурних фондів і Фонду згуртування
- розроблення національного плану розвитку, який є основою для укладення угоди між Урядом Республіки Польща та Європейською Комісією, що визначає використання Польщею структурних фондів ЄС.

## Департамент туризму
Відділ туризму займався питаннями на момент ліквідації офісу:
- туристичний розвиток країни та механізм регулювання туристичного ринку.

## Організаційна структура
Міністерство складалося з політичного кабінету міністра та таких організаційних підрозділів:
- Відділ управління торгівлею
- Відділ економічного аналізу та прогнозування
- Відділ енергетичної безпеки
- Департамент діалогу та соціального партнерства
- Департамент європейських економічних питань
- Відділ фондів
- ІТ відділ
- Департамент ініціатив INTERREG
- Відділ інновацій
- Відділ фінансових інструментів
- Департамент іноземних інвестицій та просування експорту
- Відділ економічної конкурентоспроможності
- Відділ експортного контролю
- Відділ координації Фонду згуртування
- Відділ координації структурної політики
- Відділ міжнародного двостороннього співробітництва
- Департамент торговельної політики
- Відділ промислової політики
- Управління регіональної політики
- Кафедра трудового права
- Відділ офсетних програм
- Відділ програм допомоги та технічної допомоги
- Кафедра підприємництва
- Відділ ринку праці
- Департамент оборонних справ
- Кафедра туризму
- Відділ Європейського Союзу
- Відділ умов праці
- Департамент впровадження Європейського соціального фонду
- Управління з питань реалізації програм регіонального розвитку
- Відділ винагороди
- Департамент управління Європейським соціальним фондом
- Кафедра менеджменту Програми підвищення конкурентоспроможності підприємств
- Адміністративно-бюджетне управління
- Кабінет генерального директора
- Управління кадрів та навчання
- Відомче управління контролю
- Управління з питань оцінки законності рішень про націоналізацію
- Управління захисту секретної інформації
- Юридична служба
- Секретаріат Міністра
- Служба внутрішнього аудиту
- Позиція для соціальних комунікацій.

### Органи, підпорядковані міністерству[5]
- Голова Центрального офісу заходів
- Президент Управління регулювання енергетики
- Патентне відомство Республіки Польща

### Органи, підпорядковані Міністру
- Орган технічного огляду
- Агентство матеріальних резервів
- Польське агентство розвитку підприємництва

### Організаційні підрозділи, підпорядковані міністру[7]
- Агентство матеріальних резервів
- Бескидський текстильний інститут у Бельську-Бялому
- Філія науково-дослідного центру електричних машин «Комель» у м. Катовіце
- Центральна лабораторія батарей і елементів у Познані
- Центральна нафтова лабораторія у Варшаві
- Центральна лабораторія радіологічного захисту у Варшаві
- Центральна лабораторія взуттєвої промисловості в Кракові
- Центральний інститут охорони праці - НДІ ім
- Центральний науково-дослідний центр текстильних машин "POLMATEX-CENARO" в Лодзі
- Центральний науково-дослідний центр упаковки у Варшаві
- Центральний науково-дослідний центр промисловості будівельної ізоляції в Катовіце
- Центральний холодильний центр "COCH" у Кракові
- Центр досліджень і сприяння бізнесу "Ekorno" в Лодзі (у стадії ліквідації)
- Науково-конструкторський центр верстатів у Прушкуві
- Центр підготовки спеціалістів у Хожуві-Баторії
- Центр електрифікації та гірничої автоматизації «Emag» у Катовіце
- Центр механізації гірничої справи KOMAG у Глівіце
- Центр соціального партнерства «Діалог» ім. А. Бончковський
- Центр морських технологій - Центр досліджень і розвитку в Гдині
- Головна бібліотека праці та соціального захисту
- Центральний гірничий інститут у Катовіце
- Інститут текстильної архітектури в Лодзі
- Інститут автоматизації енергетичних систем у Вроцлаві
- Інститут барвників і органічних продуктів у Згежі
- Інститут біотехнології та антибіотиків у Варшаві
- Інститут целюлози та паперу в Лодзі
- Інститут хімічної переробки вугілля в Забже
- Інститут ядерної хімії та технології у Варшаві
- Інститут неорганічної хімії в Глівіце
- Інститут промислової хімії ім. проф. І. Мосціцького у Варшаві
- Інститут важкого органічного синтезу "Blachownia" в Кендзежин-Козле
- Електротехнічний інститут у Варшаві
- Інститут енергетики у Варшаві
- Інститут атомної енергії в Отвоцьку-Свєрку
- Фармацевтичний інститут у Варшаві
- Інститут фізики плазми та лазерного мікроядерного синтезу ім С. Каліського у Варшаві
- Інститут інженерії текстильних матеріалів у Лодзі
- Інститут комп'ютерних систем для автоматизації та вимірювань у Вроцлаві
- Інститут економічних циклів і цін зовнішньої торгівлі у Варшаві
- Інститут логістики та складування в Познані
- Інститут авіації у Варшаві
- Інститут математичних машин у Варшаві
- Інститут вогнетривких матеріалів у Глівіце
- Інститут точної механіки у Варшаві;
- Інститут механізованого будівництва та гірничої справи у Варшаві
- Інститут кольорових металів у Ґлівіце
- Інститут металургії чавуну ім. вул. Сташиця в Глівіце
- Інститут мінеральних будівельних матеріалів в Ополі
- Інститут металургії чавуну ім. вул. Сташиця в Глівіце
- Інститут нафти і газу в Кракові
- Інститут пластичного формування в Познані
- Інститут машинобудування в Кракові
- Ливарний інститут у Кракові
- Інститут прикладної оптики у Варшаві
- Інститут організації та менеджменту в промисловості «Orgmasz» у Варшаві
- Інститут рейкових транспортних засобів "TABOR" у Познані
- Інститут праці та соціальних питань
- Інститут ядерних проблем ім. А. Солтана в Отвоцьку-Свєрку
- Інститут гумової промисловості "Stomil" у П'ястуві
- Інститут органічної промисловості у Варшаві
- Інститут шкіряної промисловості в Лодзі
- Інститут промисловості пластмас і фарб у Ґлівіце (у ліквідації)
- Інститут переробки пластмас "Metalchem" у Торуні
- Інститут внутрішнього ринку та споживання у Варшаві
- Інститут зварювання в Глівіце
- Інститут систем управління в Хожуві
- Інститут скла і кераміки у Варшаві
- Інститут техніки та технологій в'язання "TRICOTEXTIL" у Лодзі
- Інститут теплотехніки в Лодзі
- Інститут опалення та санітарії в Радомі
- Інститут медичної техніки та обладнання ITAM у Забже
- Інститут технології деревини в Познані
- Інститут стійких технологій у Радомі
- Інститут електронної техніки у Варшаві
- Інститут технології електронних матеріалів у Варшаві
- Інститут технології нафти ім. проф. вул. Пилата в Кракові
- Інститут досліджень теле- і радіозв'язку у Варшаві
- Інститут туризму у Варшаві
- Інститут хімічних волокон у Лодзі
- Інститут натуральних волокон у Познані
- Інститут досліджень текстилю в Лодзі
- Інститут промислового дизайну у Варшаві
- Національне управління Фонду гарантованих виплат працівникам
- Добровольчий трудовий корпус
- Науково-будівельний центр «Копротех» у Варшаві
- Центр досліджень і розвитку маневреного обладнання "ORAM" у Лодзі
- Центр досліджень і розробок автоматики та точних пристроїв у Лодзі
- Науково-дослідний центр гірничого будівництва «BUDOKOP» у Мисловіце
- Центр досліджень і розвитку вугільного будівництва в Катовіце (у ліквідації)
- Науково-дослідний центр побудови хімічного обладнання "Cebea" у Кракові
- Центр досліджень і розвитку кранів і транспортного обладнання DETRANS в Битомі
- Центр досліджень і розробок пневматичних компонентів і систем у Кельце
- Центр досліджень і розвитку «Erg» в Ясло (у стадії ліквідації)
- Центр досліджень і розвитку енергетичної економіки в Катовіце
- Центр досліджень і розвитку енергоремонтного господарства у Вроцлаві
- Науково-дослідний центр гірничохімічної сировини «Хемкоп» у Кракові
- Центр досліджень і розвитку ізотопів - POLATOM в Отвоцьк-Свєрку
- Центр досліджень і розвитку каучуків і вінілових пластмас в Освенцімі
- Центр досліджень і розвитку вовнопрядильних машин "Belmatex" в Бельсько-Бяла
- Центр досліджень і розвитку наземних і транспортних машин у Сталевій Волі (у стадії ліквідації)
- Науково-дослідний центр механізованого пакування «ЕМПАК» у Кракові
- Науково-дослідний центр електричної метрології "МЕТРОЛ" у м. Зелена Гура
- Центр досліджень і розвитку мотор-редукторів і редукторів "Redor" в Бельсько-Бяла
- Науково-дослідний центр основ технології та конструювання машин "TEKOMA" у Варшаві
- Центр досліджень і розвитку "PREDOM-OBR" у Варшаві
- Центр досліджень і розвитку шинної промисловості "Stomil" у Познані
- Центр досліджень і розвитку промисловості деревних плит у Чарній Воді
- Центр досліджень і розвитку нафтопереробної промисловості в Плоцьку
- Науково-дослідний центр сірчаної промисловості "Siarkopol" у Тарнобжезі (у стадії ліквідації)
- Центр досліджень і розробок індустрії пристроїв для кондиціонування повітря, вентиляції та пиловидалення BAROWENT в Катовіце (у стадії ліквідації)
- Центр досліджень і розвитку малолітражних автомобілів "BOSMAL" у Бельсько-Бялі
- Науково-дослідний центр «SKARŻYSKO» в Скаржисько-Каменна (у ліквідації)
- Центр досліджень і розвитку механічного обладнання в Тарнові
- Науково-дослідний центр організаційних і технічних заходів «Пребот» у Радомі
- Центр досліджень і розвитку механічних пристроїв OBRUM в Глівіце
- Центр досліджень і розробок пристроїв керування приводами в Торуні
- Центральний навчальний центр для машиністів у Мінську-Мазовецькому
- Центральний навчальний центр для машиністів у Радомі
- Центральний навчальний центр для машиністів у Влоцлавеку
- Центральний навчальний центр для машиністів у Вроцлаві
- Центр підготовки персоналу в Кемпно
- Центр підготовки персоналу в Мисловіце
- Центр східних досліджень
- Польське агентство розвитку підприємництва
- Польська туристична організація
- Польський центр акредитації
- "Poltegor-Instytut" Інститут відкритих гірничих робіт у Вроцлаві;
- Промисловий науково-дослідний інститут автоматики та вимірювань "PIAP" у Варшаві
- Індустріальний інститут електроніки у Варшаві
- Індустріальний інститут будівельних машин у Кобилці
- Промисловий інститут сільськогосподарських машин у Познані
- Промисловий автомобільний інститут у Варшаві
- Індустріальний інститут телекомунікацій у Варшаві
- Орган технагляду
- Економічні та комерційні відділи посольств, консульств і постійних представництв Республіки Польща за кордоном
- Завод з поводження з радіоактивними відходами в Отвоцьку-Свєрку
- Видавничо-поліграфічне управління Міністерства економіки та праці

## Третя республіка (2004–2005)

### Міністр економіки та праці Республіки Польща

Польський герб

| No. | Картина | Ім'я та прізвище (політична партія) | Обійняв офіс         | Залишив офіс         | Термін офісу | Уряд                     |
| --- | ------- | ----------------------------------- | -------------------- | -------------------- | ------------ | ------------------------ |
| 1   |         | Єжи Гауснер ( SLD) (ur. 1949)       | 2 травня 2004 року   | 31 березня 2005 року | 333 дні      | Перший уряд Марека Белки |
| 1   |         | Єжи Гауснер ( SLD) (ur. 1949)       | 2 травня 2004 року   | 31 березня 2005 року | 333 дні      |                          |
| 2   |         | Яцек Пєхота (SLD) (ur. 1959)        | 31 березня 2005 року | 31 жовтня 2005 року  | 214 днів     | Другий уряд Марека Белки |